# Tobias Ludvigsson
Tobias Ludvigsson, né le 22 février 1991, fut un coureur cycliste suédois entre 2010 et 2024. Son frère, Fredrik, fut également coureur professionnel.

## Biographie

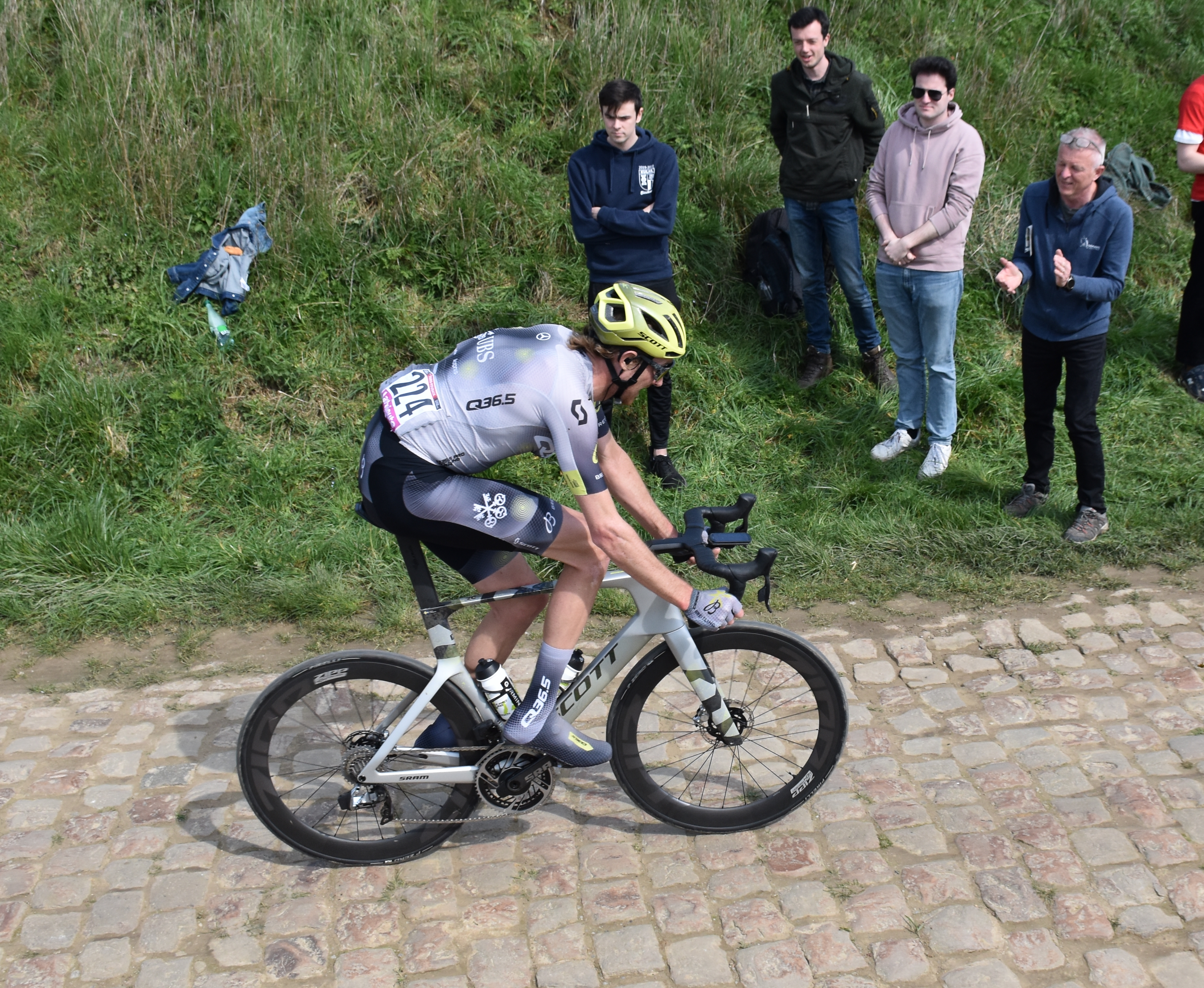
Paris-Roubaix 2023 - Secteur pavé de Quiévy à Saint-Python - N° 2 24 Tobias Ludvigsson.

### 2013-2016: Premières années au haut niveau
La saison 2013 est sa première entièrement réalisée au sein d'une équipe World Tour. Il participe à son premier grand tour, le Tour d'Italie, qu'il conclue à la 112ème place, après avoir intégré le top 5 de la neuvième étape.
En 2014, il remporte la dernière étape de l'Etoile de Bessèges et s'adjuge le classement général final de l'épreuve. En 2015 il monte sur le podium de la course en ligne de son championnat national et prolonge son contrat avec la formation Giant-Alpecin.En 2016, il est très en vue sur les contre-la-montre, notamment sur l'étape inaugurale du Giro qu'il termine 4ème et sur la dix-neuvième étape du tour d'Espagne, qu'il termine 3ème. Dans cette discipline il est second de son championnat national.

### 2017- 2022: Equipier modèle chez FDJ
Ludvigsson rejoint l'équipe française FDJ en 2017. Il y a un rôle d'équipier modèle aux côtés de Thibaut Pinot sur le Tour d'Italie notamment. se classe de nouveau dans le top 20 de nombreux contre-la-montre. Il participe aux championnats d'Europe dans cette discipline et se classe 18ème de l'épreuve. Il s'adjuge également pour la première fois son championnat national en contre-la-monte.
Il poursuit sur cette lancée en 2018, gagnant à nouveau le championnat de Suède de contre-la-montre et se classant second de la course en ligne. Il est également retenu pour participer à son seul Tour de France qu'il terminera 74ème. Sélectionné pour représenter son pays aux championnats d'Europe de cyclisme sur route en 2018, il se classe 19e de l'épreuve contre-la-montre et 45e de la course en ligne.
En 2019, il réalise l'une de ses meilleures saisons. Il termine notamment second de l'Etoile de Bessèges. Il réalise trois top 15 sur les routes du Tour d'Italie, terminant 5ème du contre-la-montre final de Vérone. Il est aussi, vainqueur pour la troisième année consécutive de son championnat national de contre-la-montre. Fin juillet 2019, il est sélectionné pour représenter son pays aux championnats d'Europe de cyclisme sur route. Il s'adjuge à cette occasion la quatorzième place du contre-la-montre individuel. Il participe aussi au Tour d'Espagne en fin de saison, où il réalise son meilleur résultat sur un grand tour : 44ème.
En 2020, il échoue à la seconde place de son championnat national de contre-la-montre et continue de collectionner les top 10 en contre-la-montre sur des épreuves majeures du calendrier telles que Paris-Nice ou Tirreno-Adriatico. Pour la première fois depuis 2013, il ne participe à aucun grand tour. En 2021 et 2022, il se place à nouveau sur le podium des championnats cyclistes de Suède. En 2022, il participe à la course en ligne du championnat d'Europe de cyclisme, qu'il termine 21ème.

### 2023-2024: Dernières années professionnelles
Après avoir rejoint l'équipe de division Pro Team Q36.5 Pro Cycling Team en 2023, il arrête sa carrière chez les professionnels à la fin de la saison 2024.

## Palmarès sur route

### Par année
- 2008
  -  Champion de Suède du contre-la-montre juniors
- 2009
  -  Champion de Suède du contre-la-montre juniors
  - 8e du championnat du monde sur route juniors
- 2010
  - 2e étape des Hammarö 3-dagars
  - U6 Cycle Tour :
    - Classement général
    - 6e étape (contre-la-montre)

  - 3e des Hammarö 3-dagars
- 2011
  - Prologue du Tour de Normandie
  - Hammarö 3-dagars :
    - Classement général
    - 1re et 3e étapes

  - 4e étape du Tour de Thuringe
- 2012
  -  Champion de Suède sur route espoirs
  -  Champion de Suède du contre-la-montre espoirs
  - 2e du championnat de Suède du contre-la-montre
  - 3e du Tour de Hainan
- 2013
  - 2e du championnat de Suède du contre-la-montre
  - 2e des Trois jours de Flandre-Occidentale
  - 3e du Circuit de la Sarthe
- 2014
  - Étoile de Bessèges :
    - Classement général
    - 5e étape (contre-la-montre)
- 2015
  - 3e du championnat de Suède sur route
- 2016
  - 2e du championnat de Suède du contre-la-montre
- 2017
  -  Champion de Suède du contre-la-montre
- 2018
  -  Champion de Suède du contre-la-montre
  - 2e du championnat de Suède sur route
- 2019
  -  Champion de Suède du contre-la-montre
  - 2e de l'Étoile de Bessèges
  - 2e du championnat de Suède sur route
- 2020
  - 2e du championnat de Suède du contre-la-montre
- 2022
  - 2e du championnat de Suède sur route
- 2024
  - 2e du championnat de Suède du contre-la-montre

### Résultats sur les grands tours

#### Tour de France
1 participation
- 2018 : 74e

#### Tour d'Italie
7 participations
- 2013 : 112e
- 2014 : abandon (12e étape)
- 2015 : 83e
- 2016 : 51e
- 2017 : 85e
- 2019 : 82e
- 2022 : 102e

#### Tour d'Espagne
5 participations
- 2014 : 62e
- 2016 : 52e
- 2017 : 59e
- 2019 : 44e
- 2021 : 99e

### Classements mondiaux
| Année                                 | 2011 | 2012  | 2013 | 2014 | 2015 | 2016  | 2017 | 2018 | 2019 | 2020 | 2021 | 2022 | 2023 | 2024 |
| ------------------------------------- | ---- | ----- | ---- | ---- | ---- | ----- | ---- | ---- | ---- | ---- | ---- | ---- | ---- | ---- |
| UCI World Tour                        |      |       | 196e | nc   | nc   | 181e  | 346e | 403e |      |      |      |      |      |      |
| Classement mondial                    |      |       |      |      |      | 633e  | 888e | 580e | 262e | 828e | 813e | 458e | 931e | 934e |
| UCI Europe Tour                       | 314e | 1141e |      |      |      | 1136e | 728e | 354e | 214e | 663e | 627e | 364e | nc   | nc   |
| UCI Asia Tour                         | nc   | nc    |      |      |      | 485e  | nc   | nc   |      |      |      |      |      |      |
|                                       |      |       |      |      |      |       |      |      |      |      |      |      |      |      |
| Légende : nc = non classéSource : UCI |      |       |      |      |      |       |      |      |      |      |      |      |      |      |

## Palmarès en VTT

### Championnats de Suède
- 2009
  -  Champion de Suède de cross-country juniors
  -  Champion de Suède du relais (avec Anders Ljungberg et Emil Lindgren)